# Christine Kossaifi
Christine Kossaifi est une helléniste française et professeure de langues anciennes.

## Biographie
Agrégée de lettres classiques, Christine Kossaifi est docteure de langue et littérature grecques avec un sujet de thèse portant sur la poétique de Théocrite. Elle est l'auteure de nombreux ouvrages portant sur l'Antiquité gréco-romaine et de manuels de grec et latin pour classes préparatoires.
Elle est professeure de langues et cultures de l'Antiquité en classe préparatoire au lycée international Honoré de Balzac à Paris depuis 2017.

## Publications
- De Roma à Amor : une nouvelle poétique. À propos d'Horace Odes I, 4, 2010.
- Le latin et le grec au baccalauréat 2013-2015 - Suétone, Vie de Néron ; Lucien, Histoires vraies, 2013.
- Vocabulaire grec ancien. 50 fiches thématiques et exercices ludiques pour débuter, Ellipses, 2015.
- 20 minutes de grec ancien par jour, Ellipses, 2017.